# Hwang San-ung
Hwang San-ung (nome original em coreano:  황 산웅; Tanch'on, 1925 — 15 de janeiro de 2012) foi um ciclista olímpico sul-coreano. San-ung representou a sua nação durante os Jogos Olímpicos de Verão de 1948 na prova de corrida em estrada, em Londres.